# Раева, Татьяна Николаевна
Татья́на Никола́евна Ра́ева (29 июля 1894, Нижний Новгород, Российская империя ― 27 апреля 1977, Козьмодемьянск, Марийская АССР, РСФСР, СССР) ― русский советский педагог. Заслуженный учитель школы РСФСР (1951). Кавалер ордена Ленина (1949).

## Биография
Родилась 29 июля 1894 года в Нижнем Новгороде в семье учителя.
В 1899 году переехала в г. Козьмодемьянск Казанской губернии (ныне Марий Эл). В 1913 году окончила 8 классов женской гимназии с присвоением звания домашнего учителя. В 1913―1917 годах преподавала в начальном училище с. Моргауши Чебоксарского уезда, в 1917―1918 годах  ― начальном училище д. Сиухино, в 1919 году ― начальном училище с. Троицкий Посад Козьмодемьянского уезда Казанской губернии. В 1919―1932 годах ― учитель школы I ступени, в 1932―1940 годах ― учитель начальной школы № 2 г. Козьмодемьянска.
Перешла на работу в Горномарийское роно: в 1940―1948 годах ― инспектор начальных школ, в 1948―1950, 1953―1957 годах ― заведующая педагогическим кабинетом. Из характеристики роно 1950 года: «Отзывчивость, сердечность и стремление оказать помощь начинающим учителям, глубокое знание своего дела создало ей заслуженный авторитет среди учителей своего и соседних районов». В 1950―1953 годах заведовала начальной школой в с. Покровское Горномарийского района Марийской АССР.
Занималась общественной деятельностью: была организатором, методистом и общественным инспектором по ликвидации неграмотности м малограмотности (в 1963 году обучила последних в городе неграмотных (двух взрослых женщин), профуполномоченным учителей начальных классов школ г. Козьмодемьянска, в течение 12 лет руководила городскими секциями учителей начальных классов. Активно участвовала в организации местных колхозов. 
За заслуги в области народного образования и многолетний добросовестный труд в 1951 году ей присвоено почётное звание «Заслуженный учитель школы РСФСР». Награждена орденом Ленина, медалями и Почётной грамотой Президиума Верховного Совета Марийской АССР.
Скончалась 27 апреля 1977 года в Козьмодемьянске.

## Признание заслуг
- Заслуженный учитель школы РСФСР (1951)[1][2]
- Орден Ленина (1949)[1][2]
- Медаль «За доблестный труд в Великой Отечественной войне 1941—1945 гг.» (1946)
- Медаль «За доблестный труд. В ознаменование 100-летия со дня рождения Владимира Ильича Ленина» (1970)
- Почётная грамота Президиума Верховного Совета Марийской АССР (1941)[1][2]

## Память
Фотодокументальные материалы педагога Т. Н. Раевой ныне хранятся в фонде Козьмодемьянского музейного комплекса. 